# Агат (підприємство)
Городнянський завод телевізійних блоків «Ага́т» — промислове підприємство в місті Городні Чернігівської області, засноване у 1969 році як філія Московського телевізійного заводу «Рубін». Підприємство відігравало ключову роль у розвитку Городні 1970-х — 1980-х. Припинило роботу в 1990-х роках.

## Історія
4 вересня 1969 року Московське виробниче об’єднання «Рубін» видало наказ про створення свого філіалу в Городні. Місто було обрано через наявність залізничного й автотранспортного сполучення з Москвою та достатню кількість робочої сили. 7 вересня перша група городнянців вирушила на навчання до Москви, а 9 вересня їх було зараховано до штату. Виробництво перших комплектуючих деталей розпочалося 25 грудня 1969 року.
Через відсутність спеціалізованих приміщень цехи тимчасово розміщувалися в будівлях місцевої пральні та харчокомбінату. Основне будівництво заводу розпочалося у 1971 році.
У 1976 році філію перейменували на Городнянський завод телевізійних блоків «Агат». До кінця 1970-х років збудовано основний корпус підприємства (1979), гуртожиток для молодих працівників (1978) та житлові будинки. Соціальна інфраструктура включала магазин, дитячий садок, підсобне господарство в селі Травневе з фермами, переробними цехами, житлом і технікою.
У 1989 році завод розпочав випуск кольорових телевізорів. Підготовка тривала дев’ять місяців і включала модернізацію обладнання вартістю 1,2 млн карбованців. У грудні 1989 року виготовлено першу партію з 175 телевізорів. «Агат» став восьмим підприємством в Україні, що виробляло телевізори.
На піку розвитку на заводі працювало до 2500 осіб.
«Агат» відігравав роль міськоутворювального підприємства. Завод мав медичний пункт, актовий зал, спорткомплекс, сауну, басейн, відпочинкову базу в Одесі, організовував екскурсії й соціальні заходи. 
У 1990-х роках, після розпаду СРСР та краху планової економіки, завод не зміг адаптуватися до нових економічних умов. Падіння попиту, зупинка постачання комплектуючих, борги та відсутність інвестицій призвели до його поступового занепаду. Завод втратив виробничі потужності, а більшість приміщень стали порожніми або були здані в оренду.